# 케너스 테일러
케너스 이나 도로테아 테일러(네덜란드어: Kenneth Ina Dorothea Taylor, 2002년 5월 16일 ~ )는 네덜란드의 축구 선수로, 현재 네덜란드 에레디비시의 AFC 아약스 소속이다. 포지션은 수비형 미드필더이다.